# American Psycho (powieść)
American Psycho – powieść z gatunku thriller psychologiczny autorstwa Breta Eastona Ellisa opublikowana po raz pierwszy w 1991 roku.

## Treść
Akcja toczy się w USA, w latach osiemdziesiątych XX wieku. Powieść opisuje historię młodego Amerykanina Patricka Batemana, pracującego jako doradca bankowy na Wall Street. Wydaje się on być typowym przedstawicielem pokolenia yuppie – młodych ludzi robiących szybką karierę. Nikt nie wie, że w rzeczywistości jest okrutnym, seryjnym mordercą. 
Powieść jest krytyką współczesnego świata – pozbawionego moralnego kręgosłupa, pogrążonego w konsumpcji bez umiaru, uprzedmiotawiającego człowieka.

## Ekranizacje
Na podstawie powieści w 2000 roku nakręcono film pod tym samym tytułem.